# 苏丹城市列表
苏丹主要城镇如下：
- 哈哈（Halai）
- 瓦迪哈勒法（Wadi Halfa）
- 栋古拉（Dongola）
- 凯里迈（Karima）
- 阿布哈马德（Abu Hamed）
- 阿特巴拉（Atbara）
- 大迈尔（El Damer）
- 红海省-苏丹港（Port Sudan）
- 海亚站（Haiya Junction）

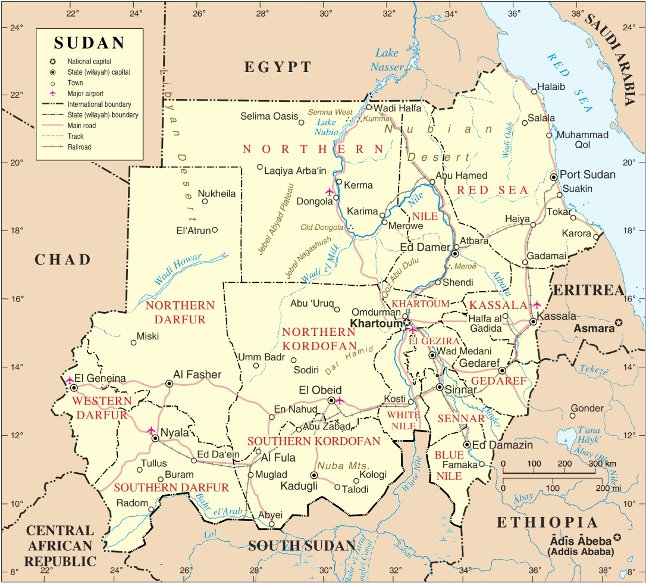
2011年苏丹地图

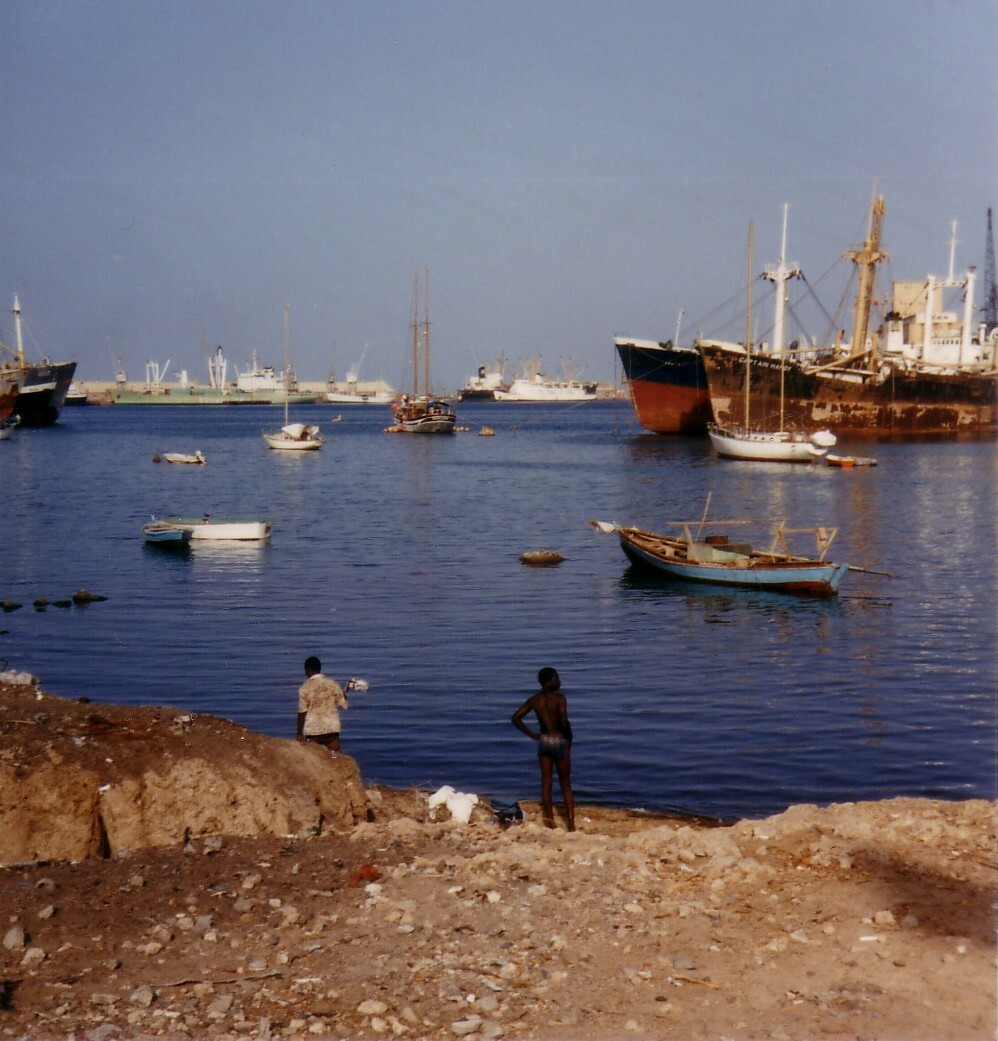
苏丹港

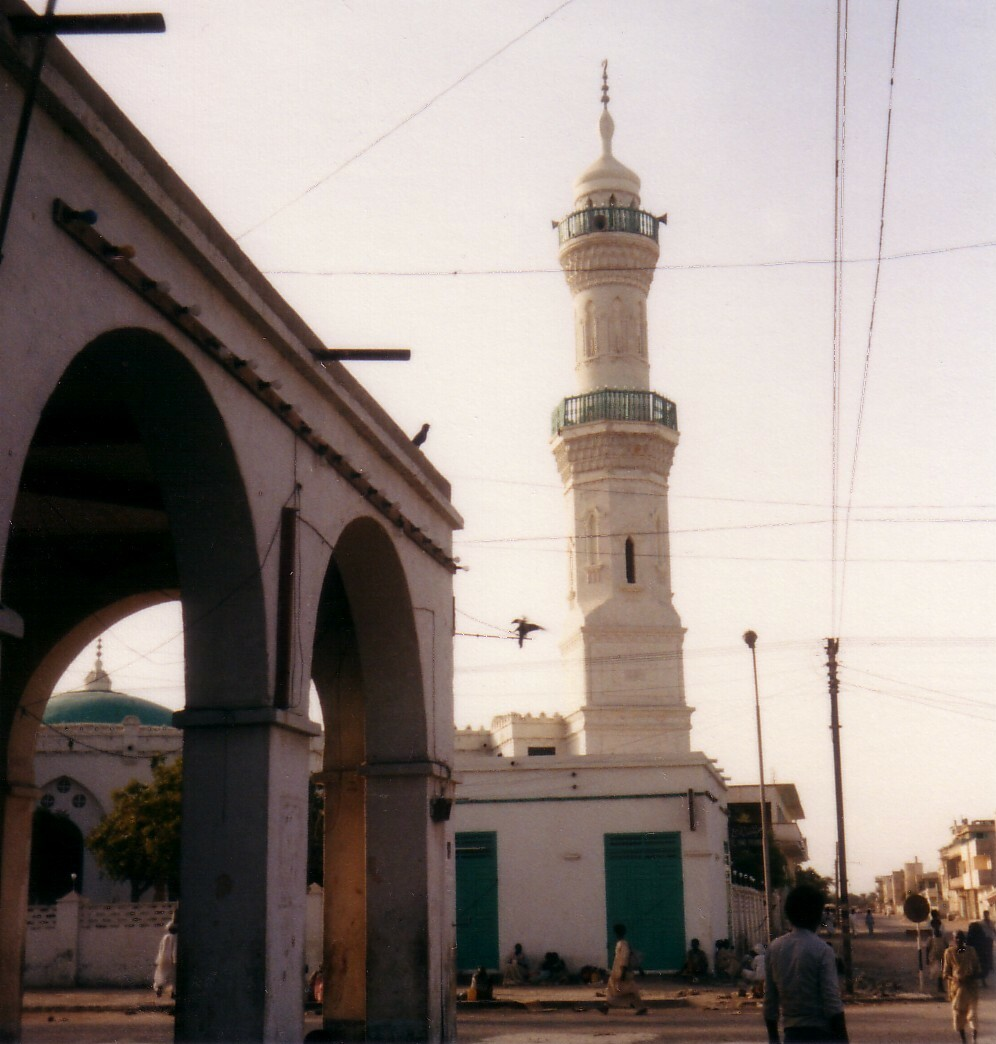
Minaret

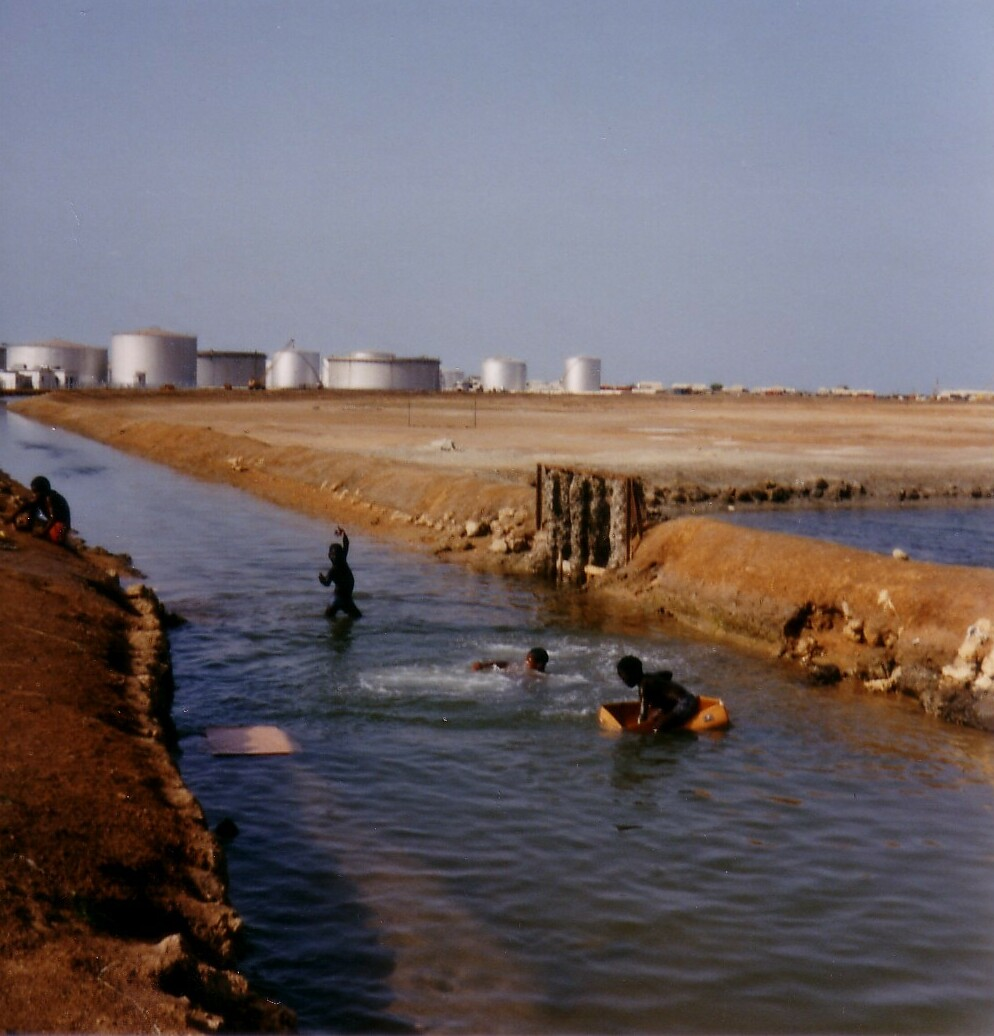
Refinery

- 卡萨拉省-卡萨拉（North Kassala）
- 北喀土穆（North Khartoum）
- 首都喀土穆（Khartoum）
- 喀土穆省-恩图曼（Omdurman）
- 杰济拉省-瓦德迈达尼（Wad Medani）
- 科斯提（Kosti）
- 奥贝德（El Obeid）
- 奈胡德（En Nahud）
- 法希尔（El Fasher）
- 西达尔富尔省-朱奈纳（Geneina）
- 南达尔富尔省-尼亚拉（Nyala）
- 坦布拉（Tambura）